# البركان (مسلسل)
البركان مسلسل سوري تاريخي أنتج في العام 1989، يعد من أوائل مسلسلات الفانتازيا وهو من إخراج محمد عزيزية وتاليف هاني السعدي.

## القصة
تتعرض إحدى القبائل للنهب من الروم بشكل مستمر ، ليبرز من شبابها شخصية قوية (ورد) حيث يقتل زعيم القبيلة في ظروف غامضة، وتعمم الفوضى الإختيار زعيم جديد للقبيلة، فيتفقون على أن يكون شاباً، فيقوم الشباب بالتبارز إلى أن يفوز أحدهم (ورد)، ويبدأ في وضع خطة لمحاربة الروم.

## بطولة
- عدنان بركات بدور أبا الغضنفر
- رشيد عساف بدور ورد
- سلوم حداد بدور ذي الهمة
- غسان مسعود بدور ربيعة
- عبد الهادي صباغ بدور المنذر
- صباح عبيد بدور الغضنفر
- أحمد عداس بدور أبا شأس
- فاديا خطاب بدور لبنى
- واحة الراهب بدور العفراء
- تيسير إدريس بدور حنظلة
- اسكندر عزيز بدور الحارث
- صباح بركات بدور بثينة
- عبد الرحمن آل رشي بدور الحاكم الرومي
- رياض نحاس بدور جيوفاني